# Arturo Ferrari

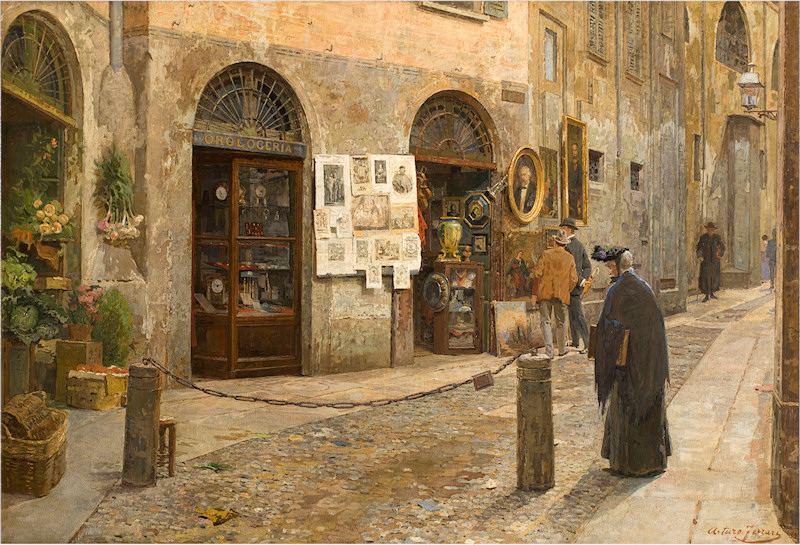
Nella vecchia via o Via San Bernardino in Milano, 1912 (Fondazione Cariplo)

Arturo Ferrari (Milano, 26 gennaio 1861 – Milano, 31 ottobre 1932) è stato un pittore italiano.

## Biografia
È avviato agli studi artistici dal padre, Cesare Ferrari, collaboratore di Luigi Scrosati, e dal pittore Mosè Bianchi da Lodi. Compie la propria formazione presso l'Accademia di Brera sotto la guida di Giuseppe Bertini dal 1877 al 1884, frequentando contemporaneamente lo studio di Gerolamo Induno. Nel 1879 esordisce all'Esposizione di Belle Arti di Brera con una veduta dell'interno del Duomo di Milano, inaugurando il repertorio di vedute prospettiche milanesi che costituiranno il soggetto ricorrente all'interno della sua vasta produzione di oli e acquerelli. In breve tempo diviene l'artefice di una rievocazione poetica e sentimentale della vecchia Milano che nel passaggio verso il Novecento, complice una radicale ristrutturazione edilizia, andava assumendo un nuovo volto. È costantemente presente alle principali rassegne espositive fino al 1932, anno della sua scomparsa, dovuta ad una paralisi cardiaca derivata da una miocardite. Consegue numerosi riconoscimenti ufficiali insieme con un notevole successo di pubblico e l'apprezzamento della critica conservatrice.